# Desmodium trichostachyum
Desmodium trichostachyum är en ärtväxtart som beskrevs av George Bentham. Desmodium trichostachyum ingår i släktet Desmodium och familjen ärtväxter. Inga underarter finns listade i Catalogue of Life.